# Yukio Hatoyama
Yukio Hatoyama (japanska: 鳩山由紀夫?, Hatoyama Yukio), född 11 februari 1947 i Tokyo, är en japansk politiker och ledamot av Japans parlament, premiärminister från den 16 september 2009 till den 2 juni 2010. Han ledde Demokratiska partiet till seger i parlamentsvalet i augusti 2009. Den 2 juni 2010 valde Hatoyama att avgå tillsammans med partiets chefsstrateg Ichiro Ozawa. Beslutet togs efter att Hatoyama beslöt sig för att låta en kontroversiell amerikansk militärbas på Okinawa förbli öppen, vilket var ett brott mot ett av partiets vallöften. Dessutom hade både han och partiet drabbats av sjunkande opinionssiffror samtidigt som Hatoyamas auktoritet allt mer ifrågasattes.   Han efterträddes av sin vice premiärminister och finansminister Naoto Kan.
Hatoyama är sonson till tidigare premiärministern (1954–1956) Ichirō Hatoyama och son till tidigare utrikesministern (1976–77) Iichirō Hatoyama.